# Веттер, Густав Андреас
Густав Андреас (Андрей) Веттер (нем. Gustav Andreas Wetter; 4 мая 1911, Мёдлинг — 5 ноября 1991, Рим) — австрийский философ-неотомист, специалист по русской философии и научному материализму, социолог и советолог, писатель. Участник Русского апостолата. член Общества Иисуса, иеромонах католической церкви византийского обряда, ректор Руссикума в Риме с 1948 по 1954 годы, профессор в Папском восточном институте и с 1954 года в Папском Григорианском университете.

## Биография
Образование получил в Руссикуме и Папском Григорианском университете, где учился с 1930 по 1936 годы, в 1935 году рукоположен в сан священника, в 1936 году поступил в орден иезитов, готовился к служению в Апостольском экзархате Харбина в Китае. Направлен в Загреб, где иезуиты пытались создать русский новициат.
Изучая историю русской философии увлёкся идеями философа Владимира Соловьёва о церковном единстве. В 1943 году защитил докторскую диссертацию «Онтология Троицы у Л. П. Карсавина: Структура творческой сущности как отражение Божественной Троичности», оставлен преподавателем в Восточном институте. Читал курс о диалектическом материализме.
В 1970 году основал и возглавил Центр по изучению марксизма при Папском Григорианском университете, собрал большую библиотеку книг и документов по марксизму и материалистической философии в Руссикуме, которая ныне перемещена в Папском Григорианский университет.

## Публикации
- Il materialismo dialettico sovietico. Torino, 1948.
  - Der dialektische Materialismus: seine Geschichte und sein System in der Sowjetunion. W., 1952.
- Philosophie und Naturwissenschaft in der Sowjetunion. Hamburg, 1958.
- Sowjetideologie heute. Fr. / M., 1962.
- Dialektischer und historischer Materialismus. Fr./M., 1971.